# Evolenes
Evolenes is een geslacht van kevers uit de familie van de loopkevers (Carabidae). De wetenschappelijke naam van het geslacht is voor het eerst geldig gepubliceerd in 1853 door John Lawrence LeConte.

## Soorten
Het geslacht Evolenes is monotypisch en omvat slechts de volgende soort:
- Evolenes exarata (Dejean, 1831)